# Fästningsstad

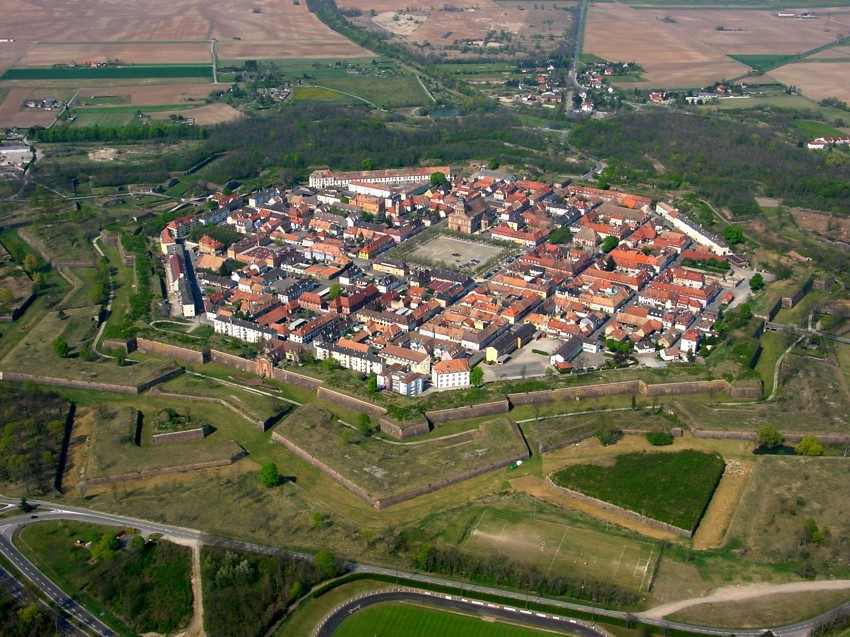
Fästningsstaden Neuf-Brisach i Frankrike, byggd 1699–1703, numera ett världsarv.

En fästningsstad är en stad med en omgivande befästning i form av ett stjärnfort, ibland i kombination med en vallgrav. En av de första fästningsstäder var Palmanova som anlades kring 1600 i Italien. I början av 1800-talet hade denna form av stadsplanering blivit omodern, då förvandlades många av de gamla befästningar till parker och grönområden.

## Historik

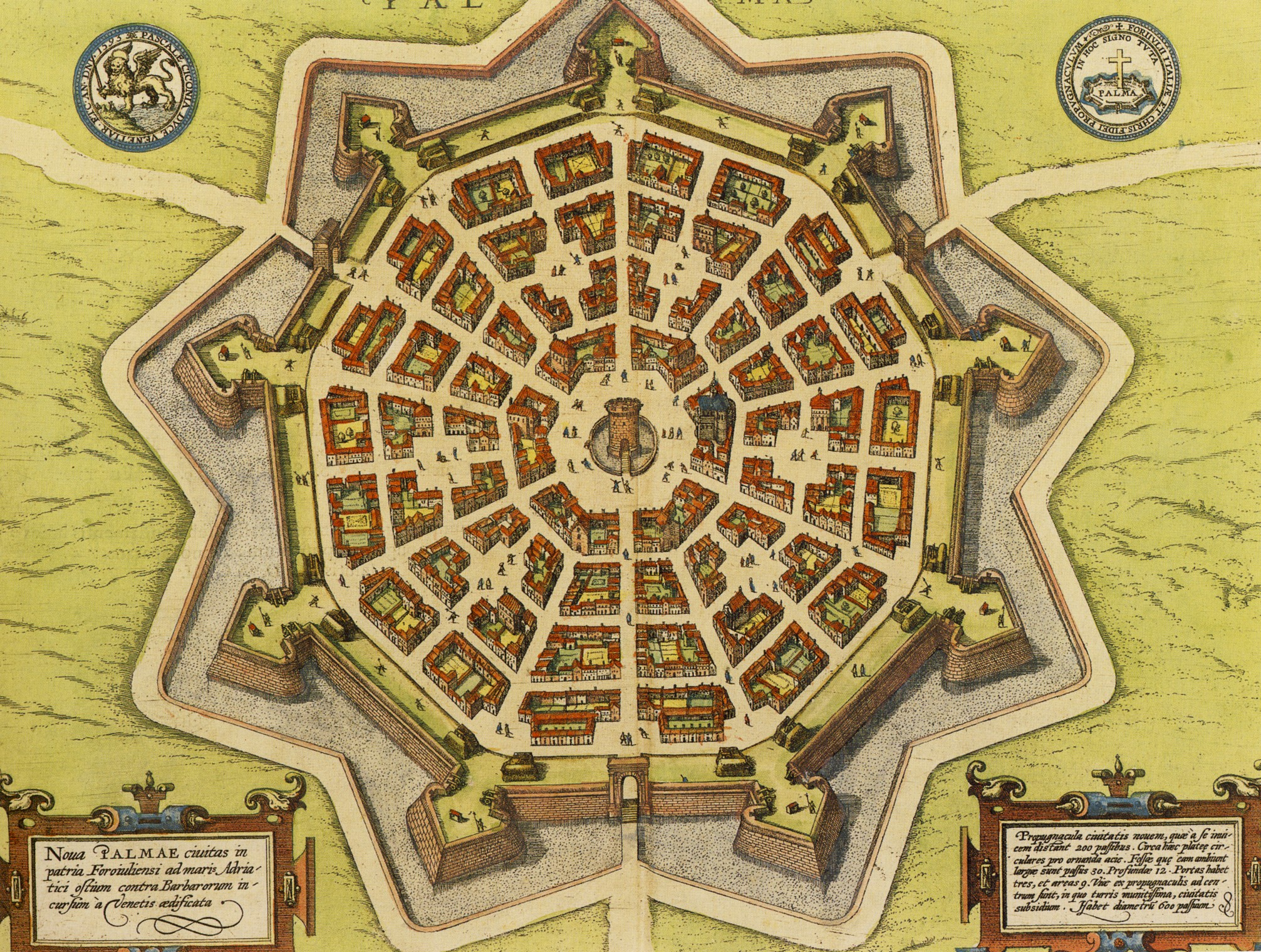
Idealstaden Palmanova omkring 1600

I och med att krut och metallkulor användes i krig och vid belägringar av städer hade stadsmuren som en stads skyddsmur spelat ut sin roll. En hög och smal stadsmur kunde lätt skjutas sönder. Nu gällde det att göra befästningarna låga och djupa för att klara kanoneld.
Betecknande för en dåtida befäst stad i Europa mot slutet av 1500-talet var bastionssystemet, det vill säga att hela staden blev en befästning med utseendet av en månghörning där hörnen utgjordes av bastionerna. Med en spetsig bastion uppstod ingen död vinkel och med framspringande bastioner kunde angriparen dessutom beskjutas från sidan.
Den perfekta fästnigsstaden planerades efter renässansens ideal om symmetri och rätvinklighet med en rund befästningsgördel kring staden och själva staden anlagd med en radialplan. Radialplanen hade gator som strålar ut från ett centralt torg och tvärgator som bildar koncentriska ringar. Det gav inte bara estetiska fördelar utan även praktiska, främst snabb kommunikation mellan stadens centrum och alla delar på den omgivande befästningskransen.
På renässansen utvecklades idén med denna typ av  befästningskonst, som fick sin praktiska tillämpning i den venetianska modellstaden Palmanova.  Palmanova anlades på sent 1500-tal är en av de få städer i Europa med helrund stjärnfort och radialplan. I Nordeuropa finns bara Fredrikshamn (finska Hamina) som planerades på 1720-talet och som har en liknande idealform, sidan mot havet har dock utformats med en enklare bastion.

## Slutet för fästningsstäder
Nackdelen med en fästningsstad, där befolkningen bokstavligen stängde in sig i sin egen stad, var att det inte fanns några möjligheter att expandera. År 1805 upphörde befästningsarbetena i Landskrona. I början av 1800-talet beslutades att riva stadsbefästningarna runt några av Sveriges städer. De hade blivit omoderna och förföll. Marken utnyttjades istället för trädplanteringar och parker. I Göteborg behölls exempelvis större delen av den gamla vallgraven med sin typiska zick-zackform, där tillkom ett parkområde med en ny bred allé; Nya Allén.  Sverige följde därmed en internationell trend att ersätta befästningskransen med en zon av parker, offentliga byggnader och paradgator.

## Europeiska fästningsstäder
Trots att många fästningsstäder rev sina stjärnfort och omvandlade dem till parker och paradgator, finns några väl bevarade fästningsstäder kvar. En av dessa är den franska staden Neuf-Brisach som anlades under Ludvig XIV åren 1699-1703. 1743 klarade staden ett österrikiskt angrepp. År 2008 blev Neuf-Brisach Unescos världsarv.

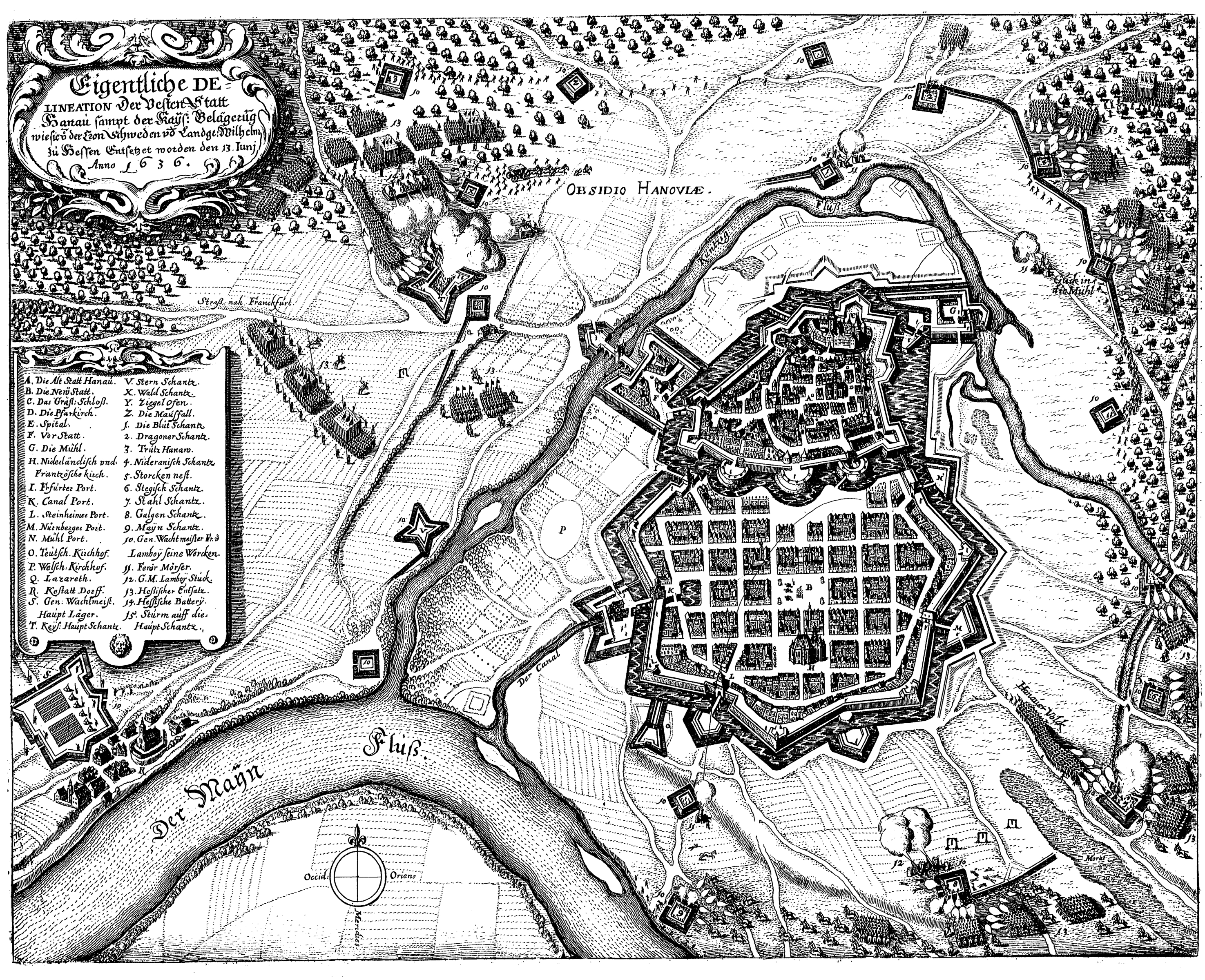
Tyska fästningsstaden Hanau attackeras av svenska armén 1636, under 30-åriga kriget.
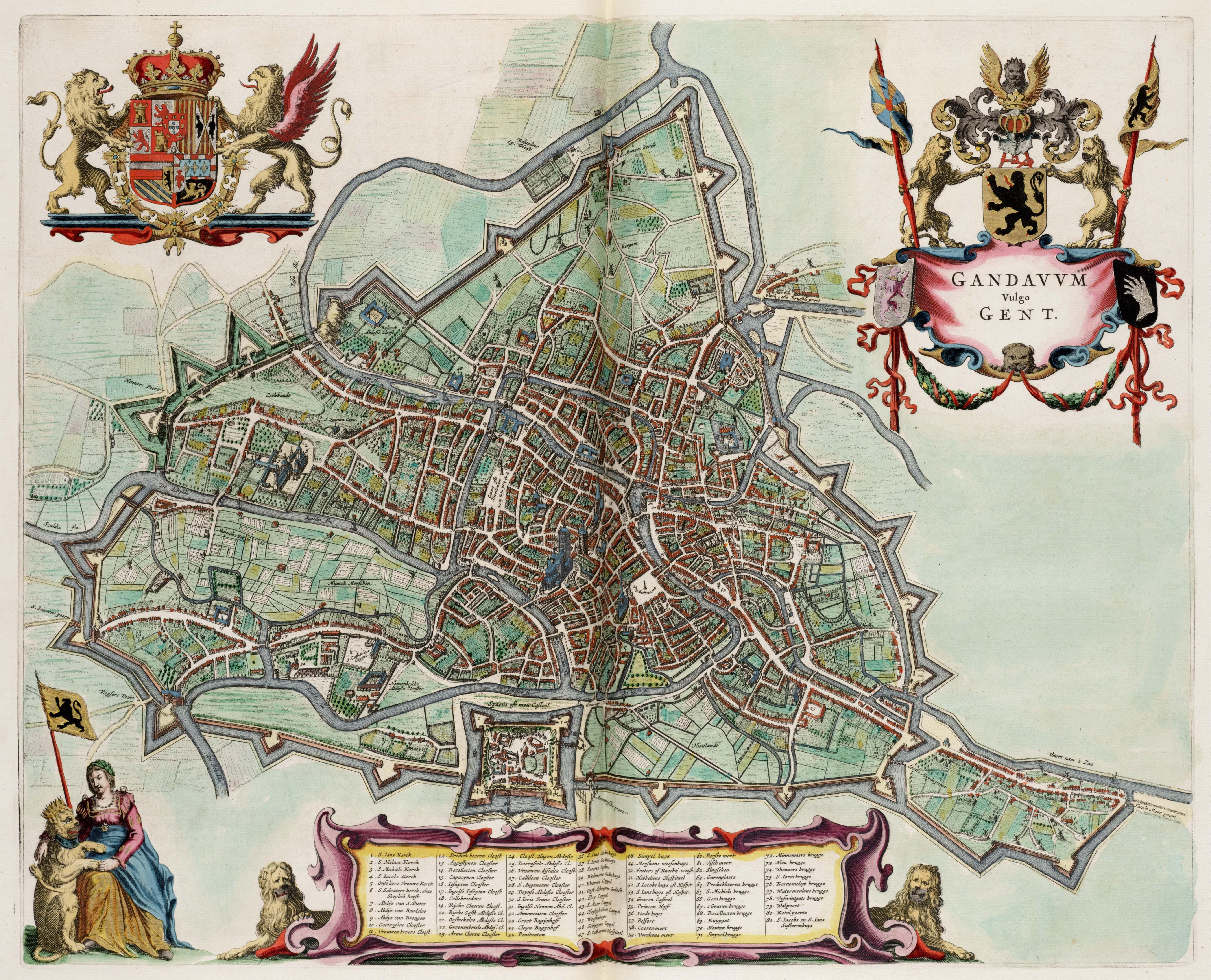
Gent i Belgien år 1649.
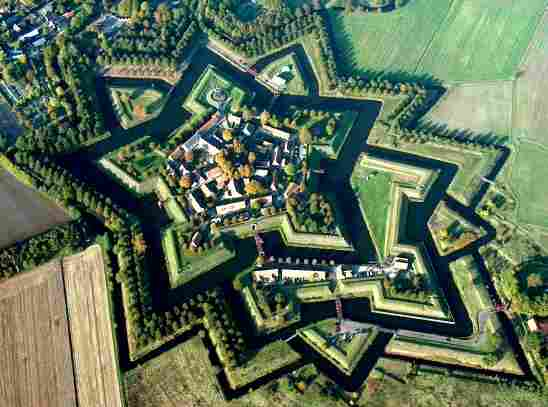
Fästningsbyn Bourtange, Nederländerna.
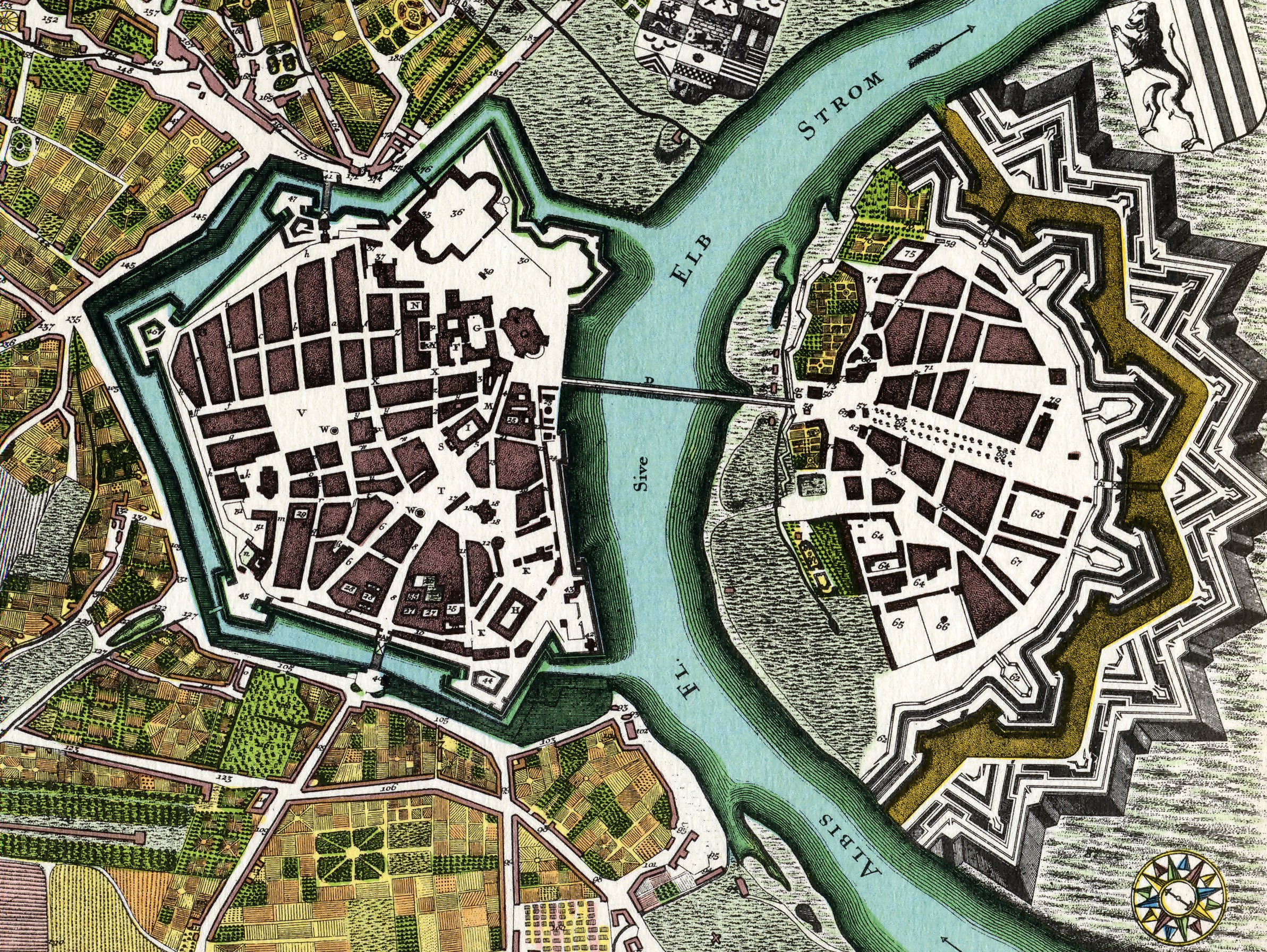
Tyska Dresden cirka 1750.
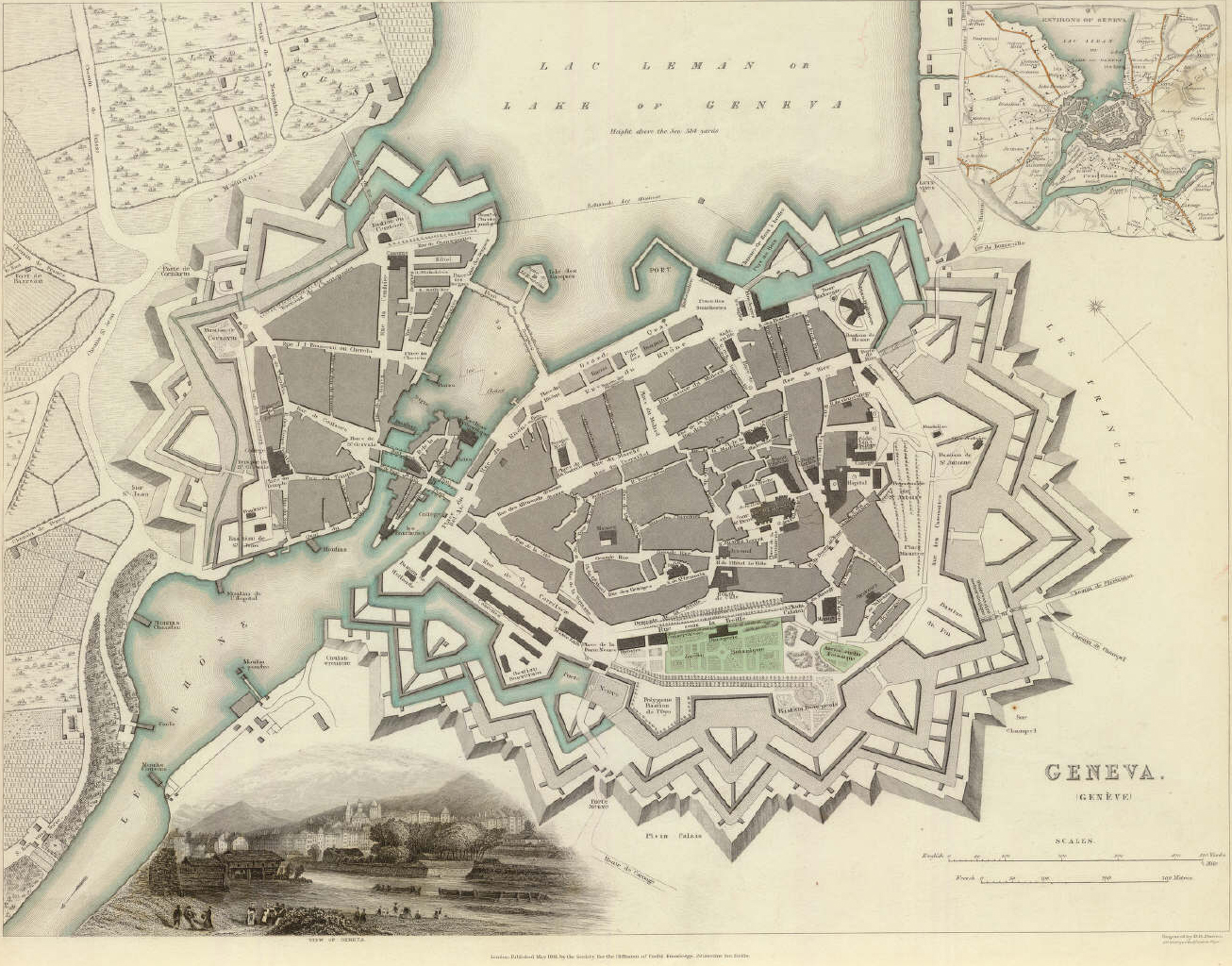
Genève i Schweiz 1841. Befästningarna revs tio år senare.

### Svenska fästningsstäder
I medeltidens Sverige fanns ytterst få städer som ägt verkliga befästningar. Olaus Petri kunde i början av 1500-talet konstatera att "i Swerge äre inge faste städer utan Stockholm, Calmar, Lödöse och Wiborg". De första bastionsbefästningarna i Sverige anlades av Gustav Vasa på1550-talet vid Uppsala slott samt av Johan III på 1580-talet vid Borgholms slott och Kalmar slott.
Den vanligaste svenska fästningsstaden hade delvis omgivande stjärnfront och en stadsplan med rutmönster. Att anlägga eller bygga om en stad till en fästningsstad blev mycket kostsamt och bara några få städer av denna typ realiserades, bland dem Karlskrona, Helsingborg, Göteborg och Kalmar. Jönköpings fästningsplan från 1620 genomfördes bara delvis. Projektet för regleringen av Landskrona till en fästningsstad stannade på pappret. Kristianstad var den första stad i Norden som anlades enligt renässansmönster. Anläggandet påbörjades 1614 efter direktiv från Kristian IV. Staden uppfördes efter en rutnätsplan och befästes med vallar och bastioner.

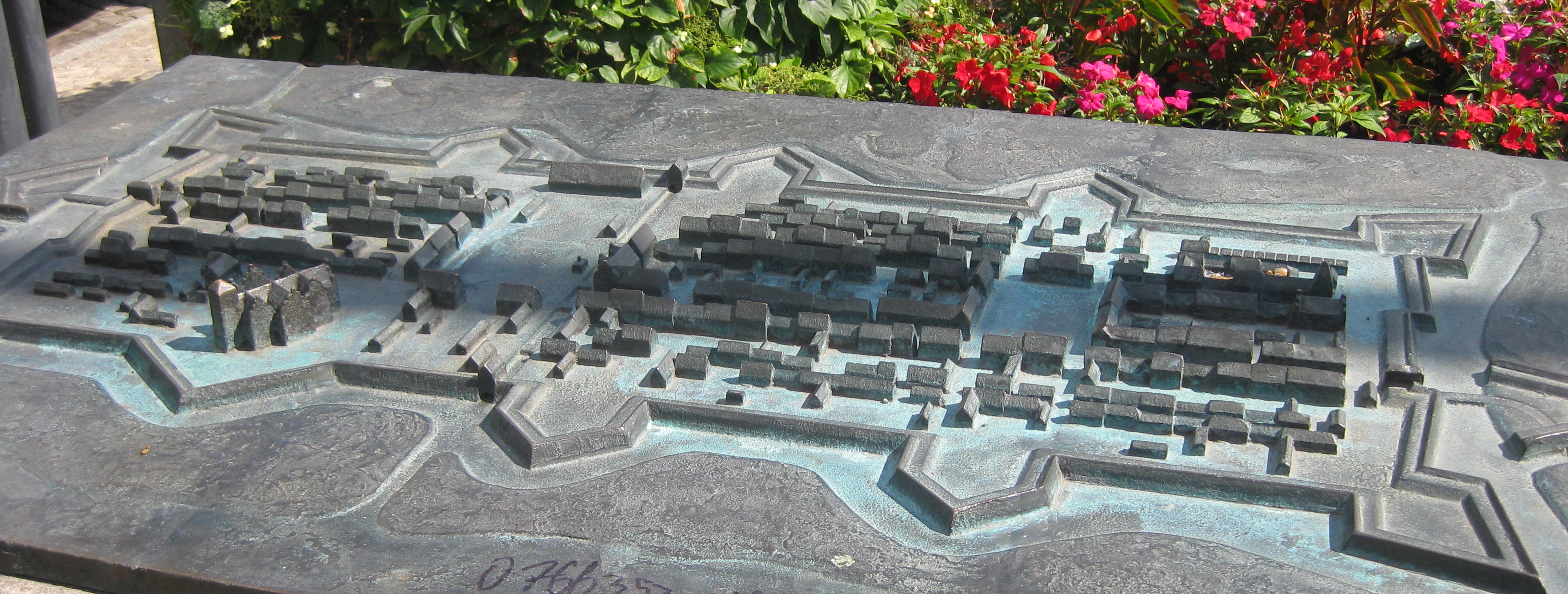
Kristianstad på 1600-talet. Modell på Stora torg i Kristianstad.
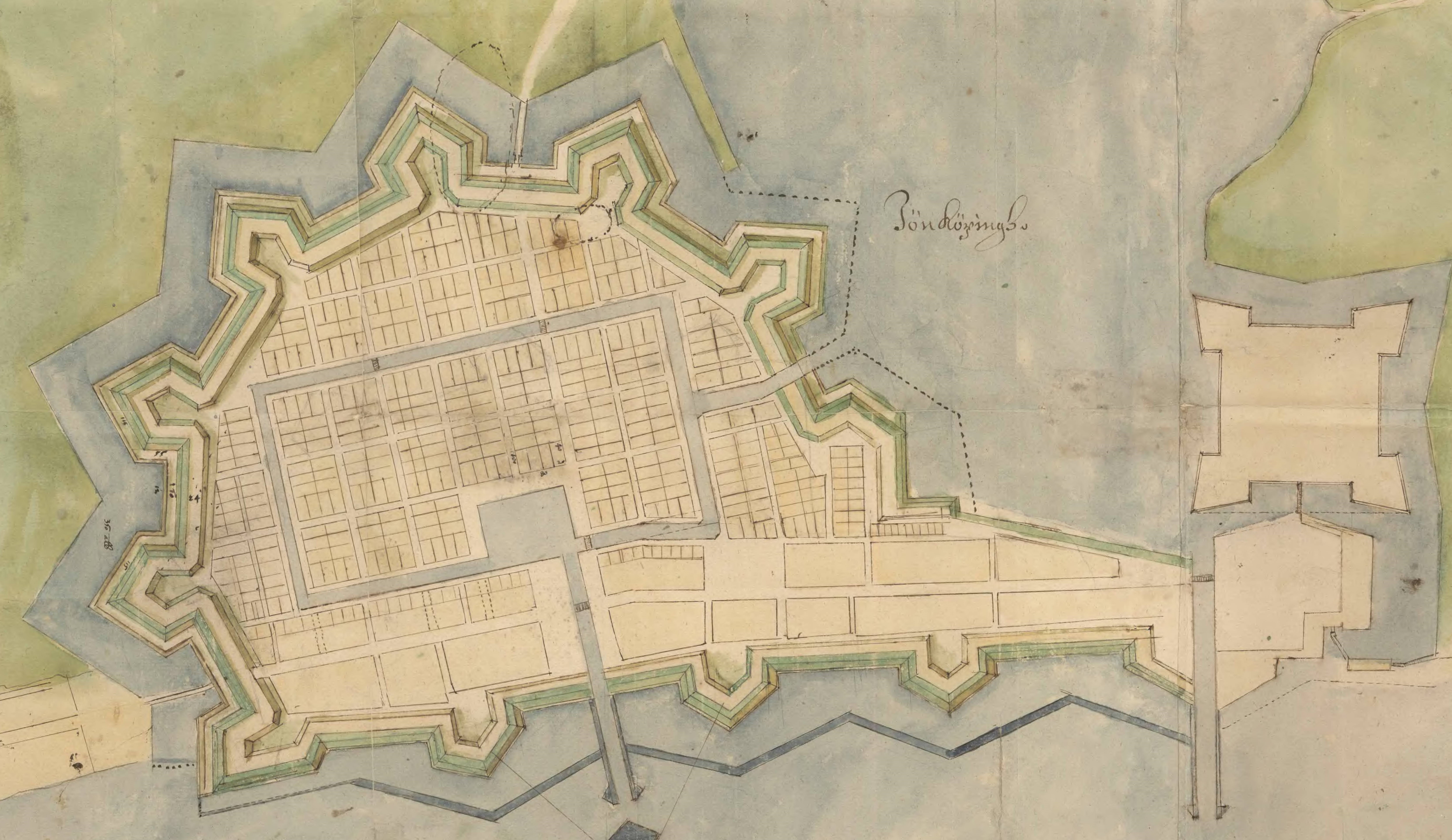
Ej genomförd plan för Jönköping, 1620
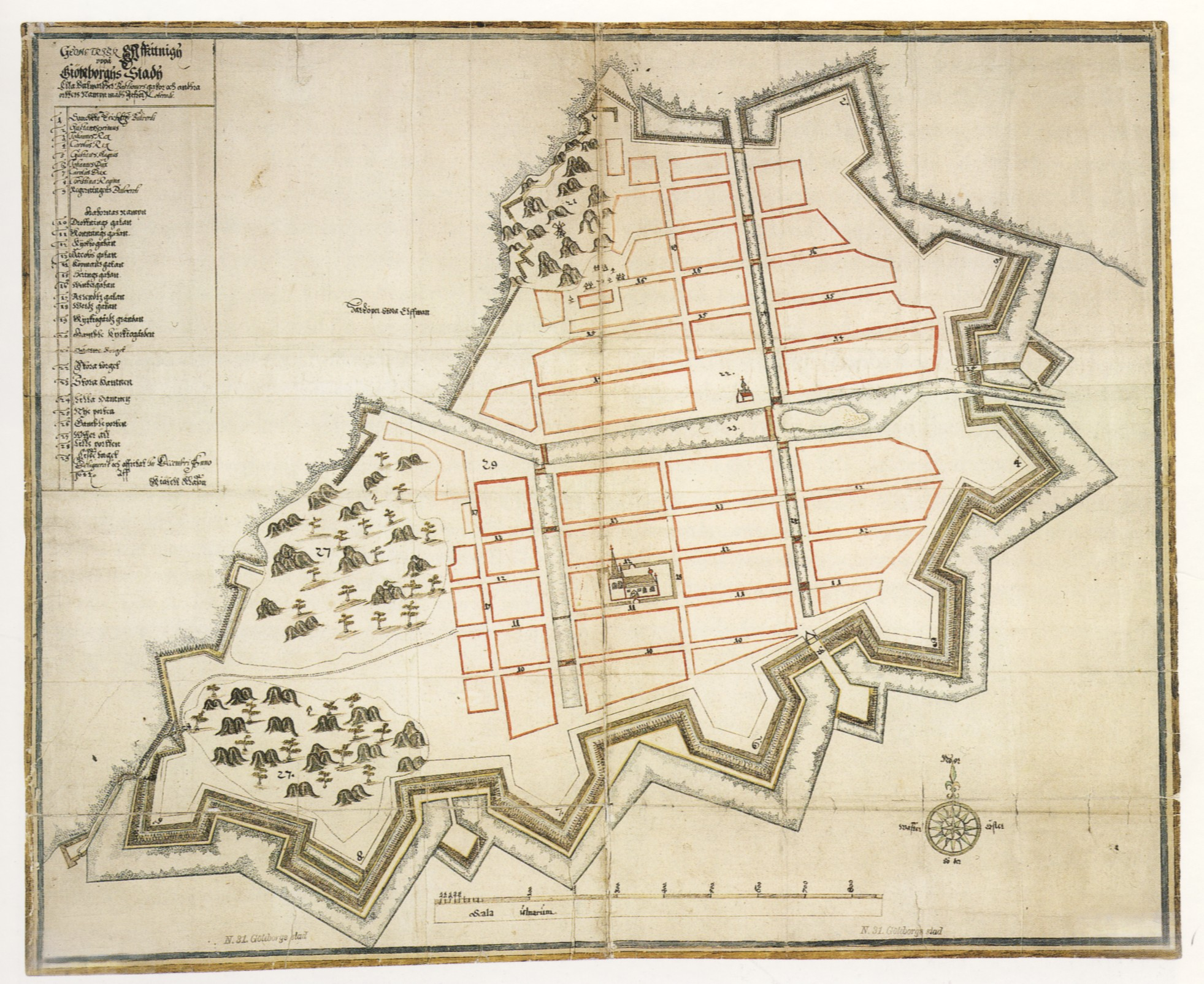
Göteborg 1644
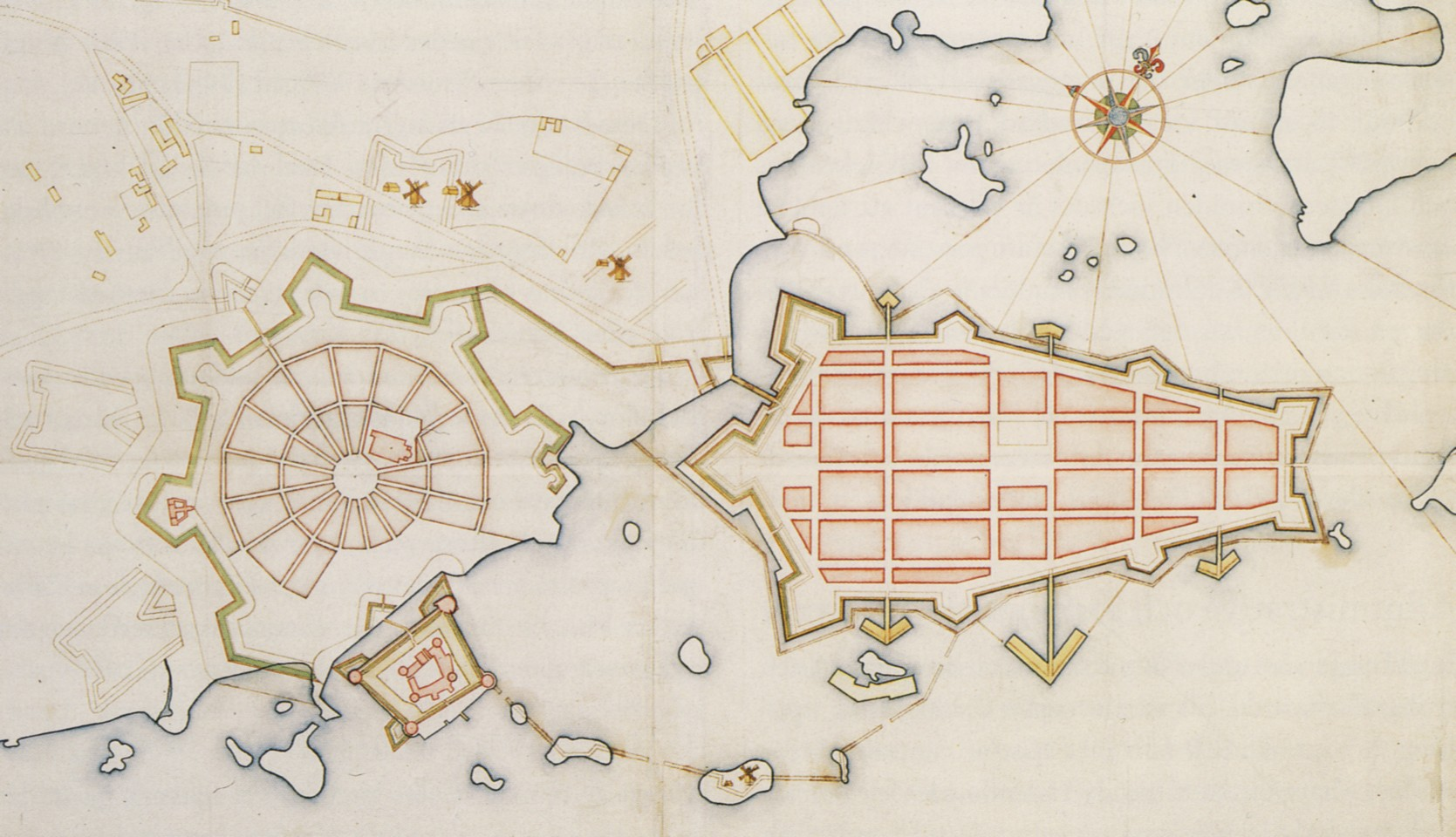
Kalmar 1650
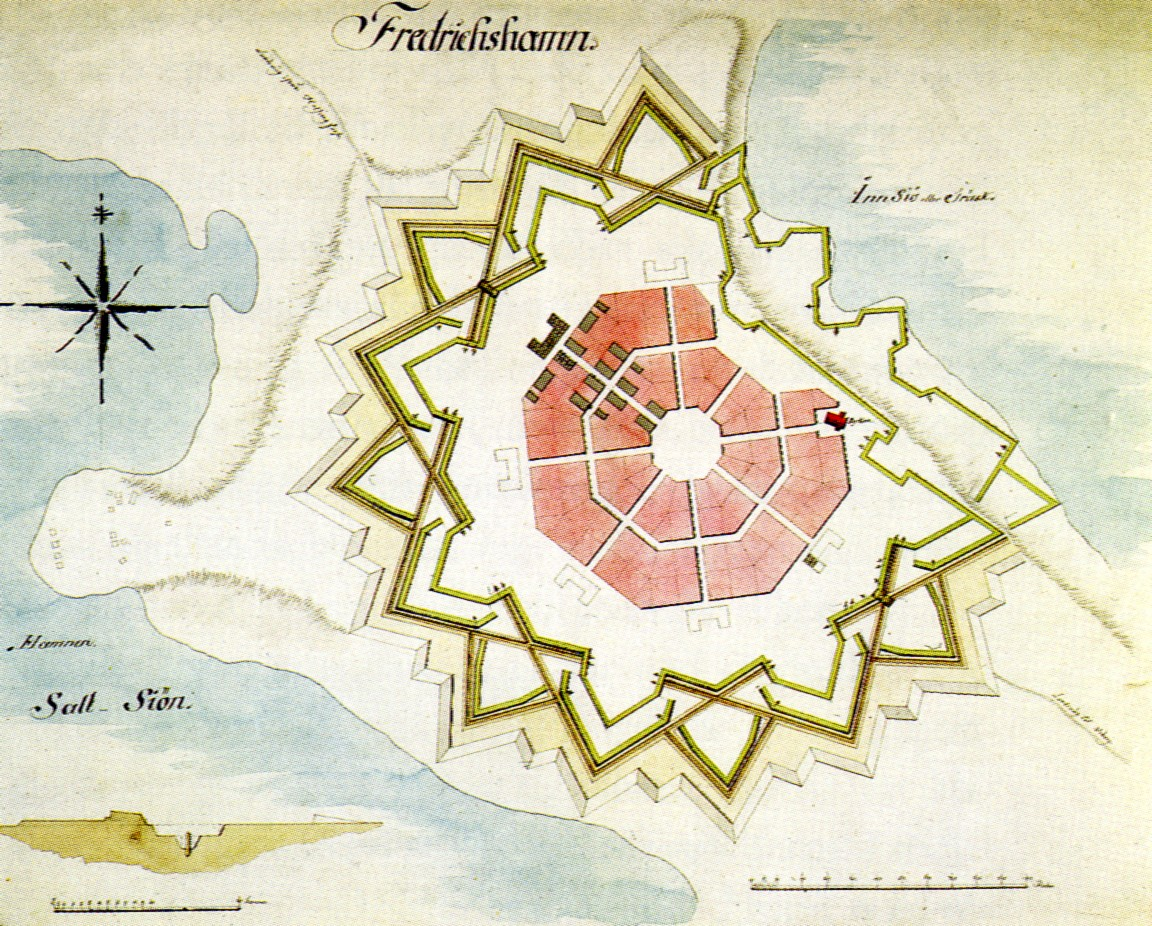
Fredrikshamn 1720